# Jordán (folyó)
A Jordán (héberül נהר הירדן [Nehar hayarden], arabul نهر الأردن [Nahr al-Urdunn]) folyó Délnyugat-Ázsiában, a Közel-Keleten. Az egyik legtiszteltebb a világ szent folyói közül.
Két ország folyója: Izraelé és Jordániáé. A palesztin állam a megszállt Ciszjordániában nem fér a folyóhoz.
A Kineret-tótól (más néven Galileai-tenger, Tiberiás tava, a Bibliában Genezáreti-tó) északra ered és a Holt-tengerbe torkollik. Hossza 251 kilométer.

## Fő mellékfolyói
- A Dan (héberül דן [Dan], arabul اللدان [al-Laddán]) a szír-libanoni határon fekvő Hermon-hegynél ered.
- A Haszbáni (héberül שניר [Szenir], arabul الحاصباني [al-Haszbáni]) Libanonban ered.
- A Bánjász (héberül חרמון [Hermon], arabul بانياس [Bánjász]), az ősi Bánjász város romjainál ered, a Hermon-hegy lábánál.
- Az Ijon (héberül עיון [Ijon], arabul دردره [Dardara] vagy براغيث [Barágísz]) Libanonban ered.

## Folyása

A Jordán Izrael és Jordánia, illetve Ciszjordánia (a térképen angolul West Bank) és Jordánia határán fut

Felső szakaszán gyorsan szalad a Hula-tóig, majd még gyorsabban a Kineret-tóig.
Az utolsó szakasz esése kisebb, ezért itt a folyó kanyarogva tart a kifolyás nélküli Holt-tenger felé, amelynek szintje 400 méterrel van a tengerszint alatt. Ezen az utolsó szakaszon ömlik a Jordánba kelet felől a Jarmúk folyó (arabul نهر اليرموك [Nahr al-Jarmúk], héberül נהר הירמוך [Nehar HaJarmukh], görögül Hieromüax) és a Zarka folyó (arabul Nahr az-Zarka).
A Galileai-tengertől északra fekvő felső szakasza Izraelben van és a Golán-fennsík nyugati határát képezi.

## Emberi behatások
A környezetvédők azzal vádolják Izraelt, Jordániát és Szíriát, hogy komoly károkat okoztak a Jordán ökorendszerében. Izrael 1964-ben gátat helyezett üzembe, amely a Galileai-tengerből, a Jordán egyik fő vízforrásából az úgynevezett nemzeti vízszállító csatornába tereli a vizet. Ugyanebben az évben Jordánia csatornával csapolta meg a Jarmuk mellékfolyót. Szíria víztárolókat épített, amelyek ugyancsak a Jarmuk vizét használják.
Ma a Jordán vizének 70-90%-a szolgál emberi fogyasztást, ami jelentősen csökkenti a folyó vízhozamát. Ettől, és a magas párolgási arány miatt a Holt-tenger zsugorodik, déli részének sekély vizei a legutóbbi időkben eltűntek, helyükön sós síkság maradt.
A folyó szennyezése, ami legjobban az utolsó szakaszt sújtja, a környezetvédők szerint szinte teljesen elpusztította a Jordán ökorendszerét, amelynek megmentése több évtizedes munkát igényel. 2007-ben a Föld Barátai nemzetközi környezetvédő hálózat a világ 100 legveszélyeztetettebb ökorendszere közé sorolta a Jordánt, részben Izrael és a szomszédos arab országok közti együttműködés hiánya miatt.

## Közlekedés
Izrael északi és déli végét a Jordán nyugati partja mellett végigfutó 90-es út köti össze.

## A Bibliában

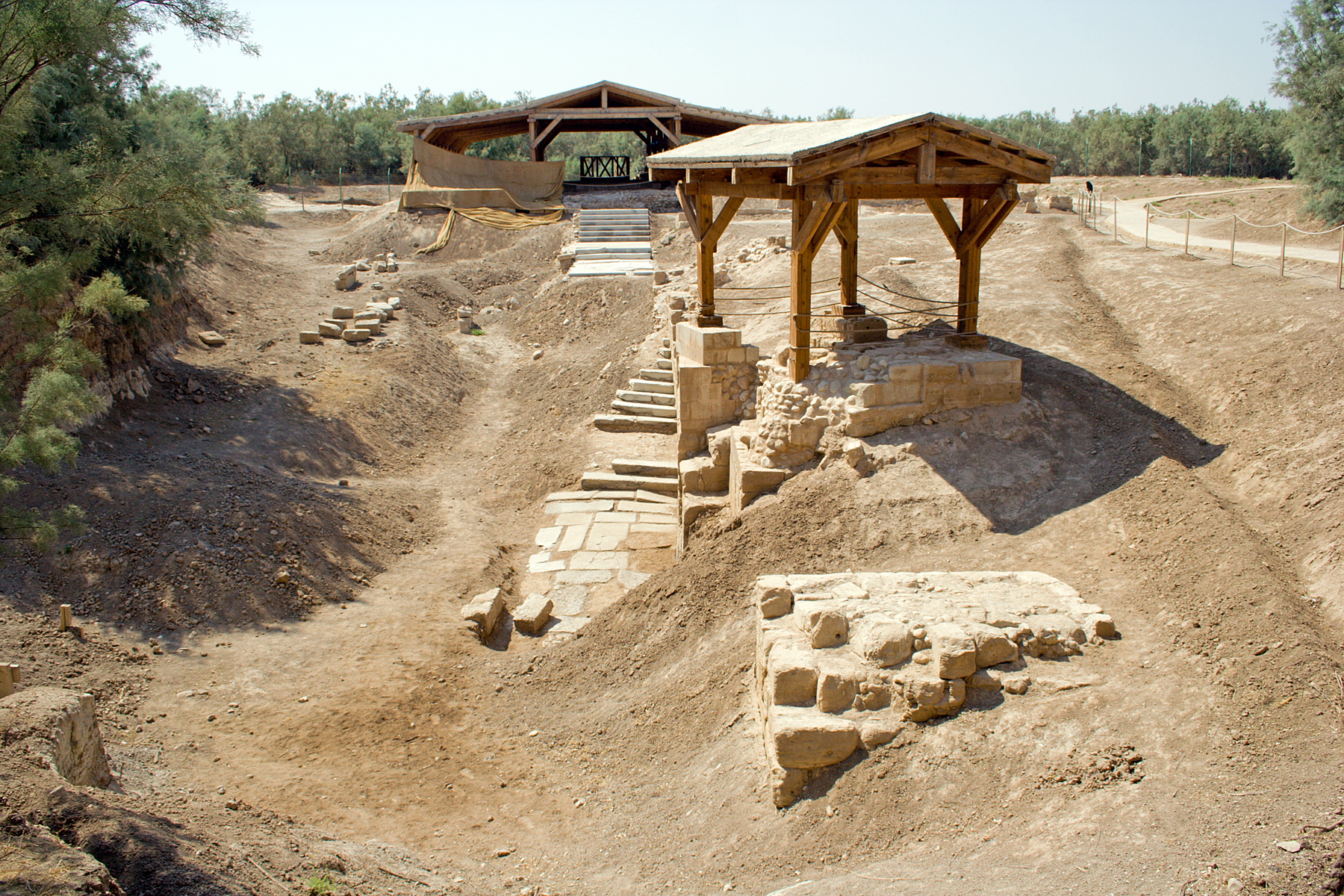
Bethabara feltárt romjai a mai Jordániában, ahol Keresztelő János élt

A Jordán folyó a bibliai időkben természetes határként választotta el a tőle Nyugatra fekvő Kánaánt a Keleti part vidékeitől. Üdvtörténeti jelentőségre Keresztelő János keresztsége által tett szert, amelyet felveendő a Jordán vizében Jézus is alámerítkezett (Mt 3,13–17; vö. Jn 1,19–34).

## Külső hivatkozások
- A vízforrásokra vonatkozó nemzetközi jogi bibliográfia Archiválva 2011. február 9-i dátummal a Wayback Machine-ben (angolul)
- SMART - Egy több országot érintő fenntartható vízgazdálkodási projekt a Jordán völgyének alsó részén (angolul)
- Krisztus megkeresztelése - Bethany feltárása a Jordánon túl - 47 perces dokumentumfilm (angolul)